# Fusconaia ebena
Fusconaia ebena är en musselart som först beskrevs av I. Lea 1831.  Fusconaia ebena ingår i släktet Fusconaia och familjen målarmusslor. IUCN kategoriserar arten globalt som livskraftig. Inga underarter finns listade i Catalogue of Life.